# Contea di Ituau
La contea di Ituau (in inglese Ituau county) è una delle quattordici suddivisioni amministrative di secondo livello, delle Samoa Americane. L'ente fa parte del Distretto orientale, ha una superficie di 12,9 km² e 4.312 abitanti.

## Geografia fisica
Ituau comprende una zona centrale dell'isola Tutuila tra la  laguna di Pala, l'ingresso della  Pago Pago harbor e la baia di Fagasa.

### Baie e fiumi
Il distretto comprende le seguenti baie e fiumi: 
Baie
- Baia di Fagasa
- Laguna di Pala

Fiumi
- Leete Stream

### Riserve naturali
- Nuiuuli Pala Special Management Area

### Contee confinanti
- Contea di Tualauta (Distretto occidentale) -  ovest
- Contea di Ma'Oputasi (Distretto orientale) -  est

### Principali strade
- American Samoa Highway 001, principale collegamento stradale dell'isola Tutuila. Collega Leone a Faga'itua.
- American Samoa Highway 005, collega Fagasa a Pago Pago.

## Villaggi
La contea comprende 4 villaggi:
- Fagasa
- Nu'uuli
- Faganeanea
- Matu'u